# 14258 Katrinaminck
14258 Katrinaminck è un asteroide della fascia principale. Scoperto nel 2000, presenta un'orbita caratterizzata da un semiasse maggiore pari a 2,3175240 UA e da un'eccentricità di 0,0357850, inclinata di 4,46561° rispetto all'eclittica.